# Königsburg (Krefeld)

Königsburg Krefeld, 1900

Die Königsburg Krefeld war eine Versammlungsstätte innerhalb der Wälle der Samt- und Seidenstadt Krefeld. Im Laufe der Zeit gab es verschiedene Gebäude mit diesem Namen, das erste wurde 1819 erbaut, das letzte 2018 abgerissen.

## Geschichte
Das erste Gebäude wurde 1819 als ein stattliches Fünffensterhaus an der Südseite der Mittelstraße (Nr. 25) vom Weinhändler Joseph Fuisting erbaut. Es stand quer zur Königstraße und schloss diese zum Süden hin ab. Nach Eröffnung des Gaststättenbetriebs baute Fuisting bald einen großen Saal an. Schon damals wurde der Bau vom Eigentümer „Königsburg“ genannt, wahrscheinlich wegen seiner Lage mit dem zur Königstraße ausgerichteten Haupteingang. Zum Hause gehörte ein umfangreicher Garten, der sich bis zum heutigen Südwall ausdehnte.
1852 verkaufte Fuisting die Königsburg an Heinrich Lagelée. Aufgrund der Anlegung des Südwalls musste die Königstraße zwecks Weiterführung geöffnet werden und damit auch die Königsburg von ihrem Platz weichen. Das Haupthaus wurde abgerissen und Lagelée baute 1892 die Königsburg komplett um. Er machte daraus ein Veranstaltungszentrum mit drei Sälen. Die „Burg“ war nun ein Allzweckbau, und die Veranstalter rissen sich um freie Termine. Da die Säle unabhängig voneinander waren, konnten bis zu drei Veranstaltungen zur selben Zeit durchgeführt werden.

### Guter Wein
Mitte der zwanziger Jahre des letzten Jahrhunderts wurde dann die Jugendarbeit ausgelagert, die Königsburg blieb aber das Zentrum des Stephansvereins für die kirchliche Vereinstätigkeit. Es wurde eine neue Bühnenanlage installiert, und Mitte 1922 ein Kino namens Königsburg-Lichtspiele eingerichtet, das „unter Ausschaltung aller anstößigen und zweideutigen Stücke als Kulturkino arbeitete“. Es wurde ein tägliches Programm offeriert um 3, 5 ½ und 8 Uhr; Anfang 1926 wurde das Kino, das 700 Plätze hatte, umbenannt in »Kulturfilm-Theater der Königsburg«.
Hinzu kam dann noch der „Leseverein Königsburg“ und die Pflege eines guten Weinkellers mit Verkauf, der zu „durchaus konkurrenzfähigen Preisen gutgepflegte flaschenreife Weine“ lieferte.
Im Dritten Reich hatten die kirchlichen Vereine dann keinen Einfluss mehr. 1938 erwarb der Architekt und Bauunternehmer Hans Schrüllkamp das Anwesen. Mit der Zunahme der Luftalarme und Angriffe auf Krefeld änderte sich das Bild der Sicherheit und Zufriedenheit. Aus Sicherheitsgründen gab es erste zeitliche und örtliche Einschränkungen bei offenen Sportveranstaltungen und Vergnügungsangeboten. Da lag es nahe, die ungenutzten Räume der bekannten Ball- und Veranstaltungshauses Königsburg anderweitig zu verwenden und für Kirmeszwecke, wenn auch im bescheidenen Rahmen, entsprechend herzurichten.
Am 2. November 1940 eröffnete der Winter-Luna-Park (WI-LU-PA) in der Königsburg. Das Angebot umfasste Schiffsschaukel, Bodenkarussell, Blinker, Verlosungsstände, Verkaufsbuden und einen Fischimbiss.

### Edelweiß-Piraten
Der WI-LU-PA war auch eine Anlaufstelle für Schwarzhändler und geheimer, unverdächtiger Treffpunkt der  Edelweißpiraten.
In der Bombennacht vom 21. auf den 22. Juni 1943 wurde das Areal von Luftminen der RAF Second Tactical Air Force schwerst getroffen.

### Evakuierung
Nur wenige Wochen vorher hatten einige Schausteller in Erwartung eines Großangriffs auf die Stadt ihre Geschäfte aus Sicherheitsgründen aus dem WI-LU-PA nach Kevelaer ausgelagert. Nur so hat beispielsweise der wertvolle Auto-Selbstfahrer von Tusch das Kriegsende unbeschadet überstanden.

### Nachkriegszeit
1949 machte Schrüllkamp den Vorschlag, die Burg wiedererstehen zu lassen. Es ging ihm insbesondere darum dort Konzerte zu veranstalten. Der Wiederaufbau fand am 6. November 1950 seinen Abschluss. Im Gegensatz zur Vorkriegszeit wurde die Königsburg nun in schlichterer und klarerer Architektur wiedererrichtet.
In Ermangelung einer Stadthalle wurde die Burg in der Folgezeit zur „guten Stube des kulturellen Lebens“. Ergänzt durch den Burgkeller, bot sie genügend Raum für Veranstaltungen aller Art.

### 1980er Jahre bis heute
Nach einer kurzen Zeit, in der das Gebäude als Fitnessstudio diente, beherbergte es ab 1987 eine Discothek nach den Plänen des Architekten und Künstlers Gerhard Benz im Auftrag des Erwerbers des Gebäudes Giovanni D’Ettorre. Nach dem Tode D’Ettorres 1999 wurde die Königsburg noch eine Zeitlang von seiner Frau Brigitte weitergeführt, bis sie 2001 geschlossen wurde.
Nach Restaurierung, Umbau und Neuausstattung öffnete die Königsburg 2005 wieder ihren Diskothekenbetrieb, der bis zuletzt mit wechselnden Geschäftsführern weitergeführt wurde.
2018 wurde der Bau abgerissen. Stattdessen befindet sich dort nun der Parkplatz „Alte Königsburg“.